# Nagroda Grammy w kategorii Best Rap Album
Nagroda Grammy w kategorii Best Rap Album rozdawana jest od roku 1996 przez Recording Academy. Przyznawana jest za rapowe albumy. Jej pierwsza wersja powstała w 1958 jako Gramophone Awards. W 1995 Akademia ogłosiła zmianę tej kategorii na „Best Rap Album”. Pierwsza nagroda została wręczona grupie Naughty By Nature.
Do tej pory najczęstszym laureatem tego wyróżnienia jest Eminem. Zaraz za nim plasuje się Kanye West z 4 nagrodami. Kendrick Lamar triumfował trzykrotnie. Dwa razy statuetkę odbierał Tyler, the Creator oraz duet Outkast.

## Lista zdobywców Nagrody Grammy w kategorii Best Rap Album
| Rok  | Wykonawca(s)              | Państwo | Album                             | Nominowani | Źródło |
| ---- | ------------------------- | ------- | --------------------------------- | --- | ------ |

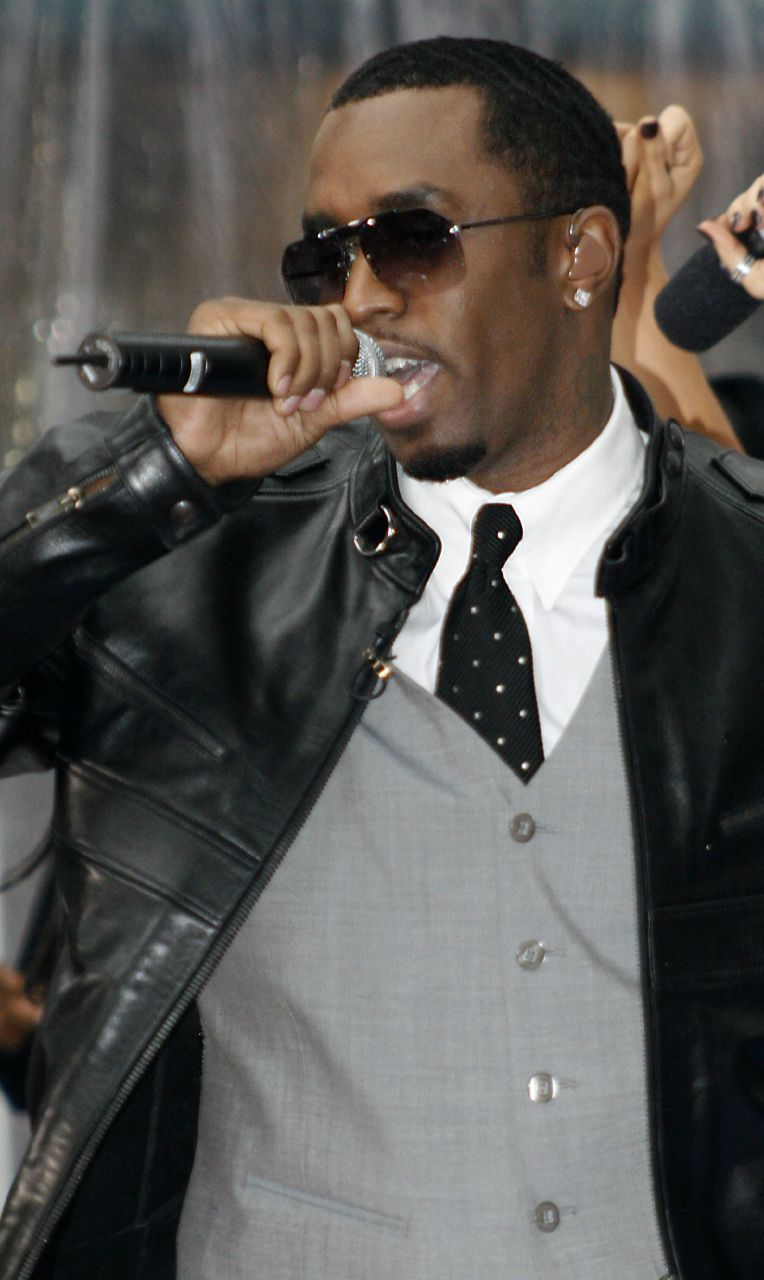
Zwycięzca z 1998 Sean Combs, występujący w 2006

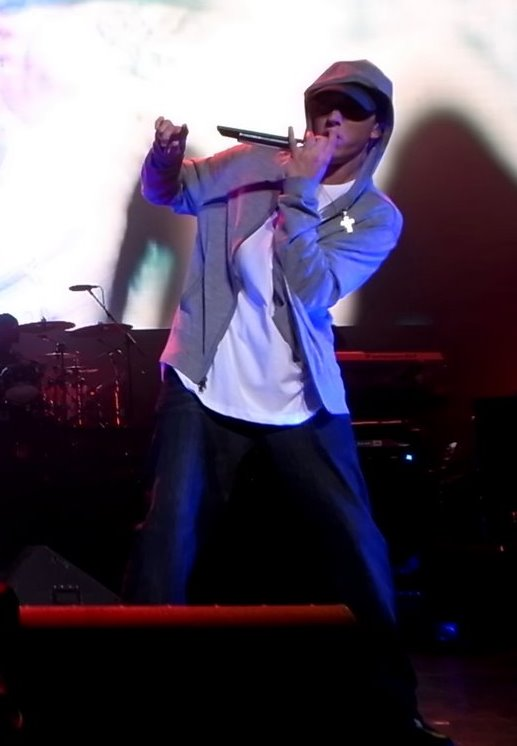
Sześciokrotny zdobywca nagrody Eminem, występujący w 2009

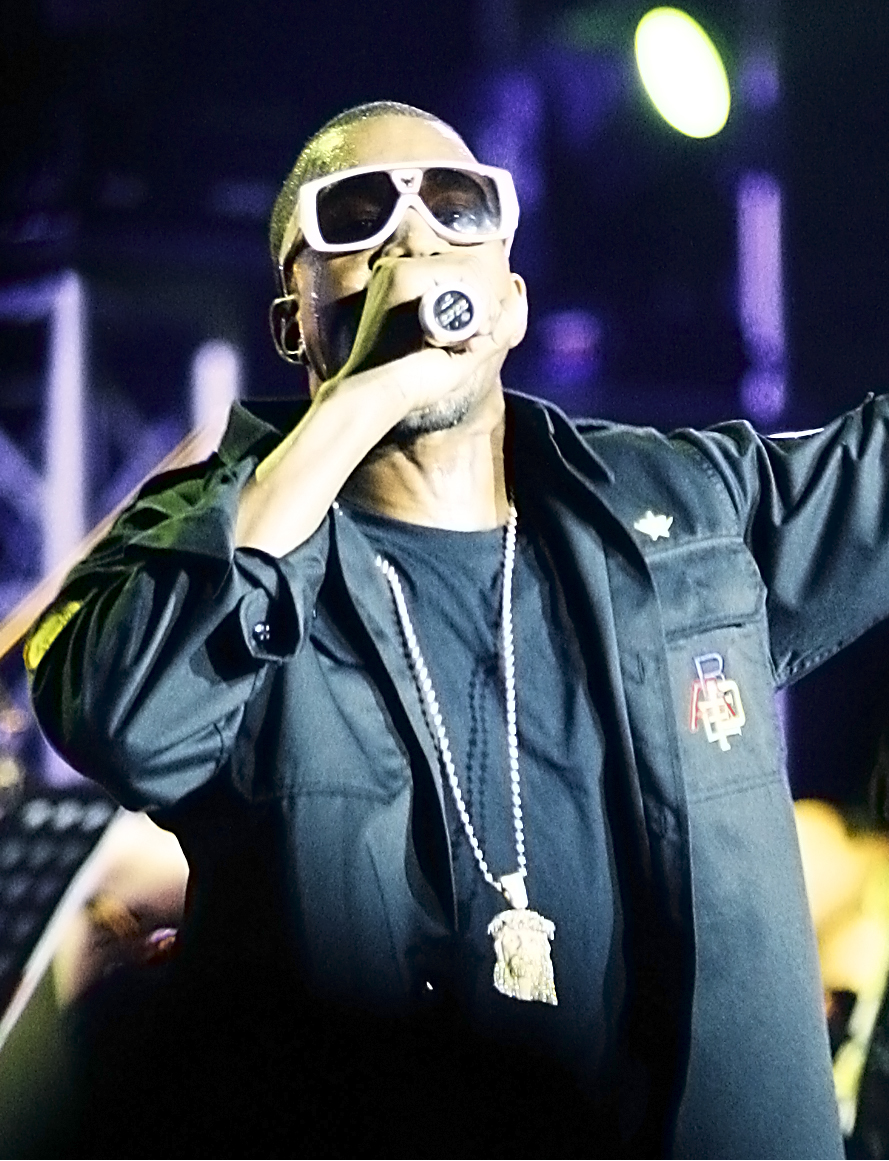
Czterokrotny zdobywca nagrody Kanye West

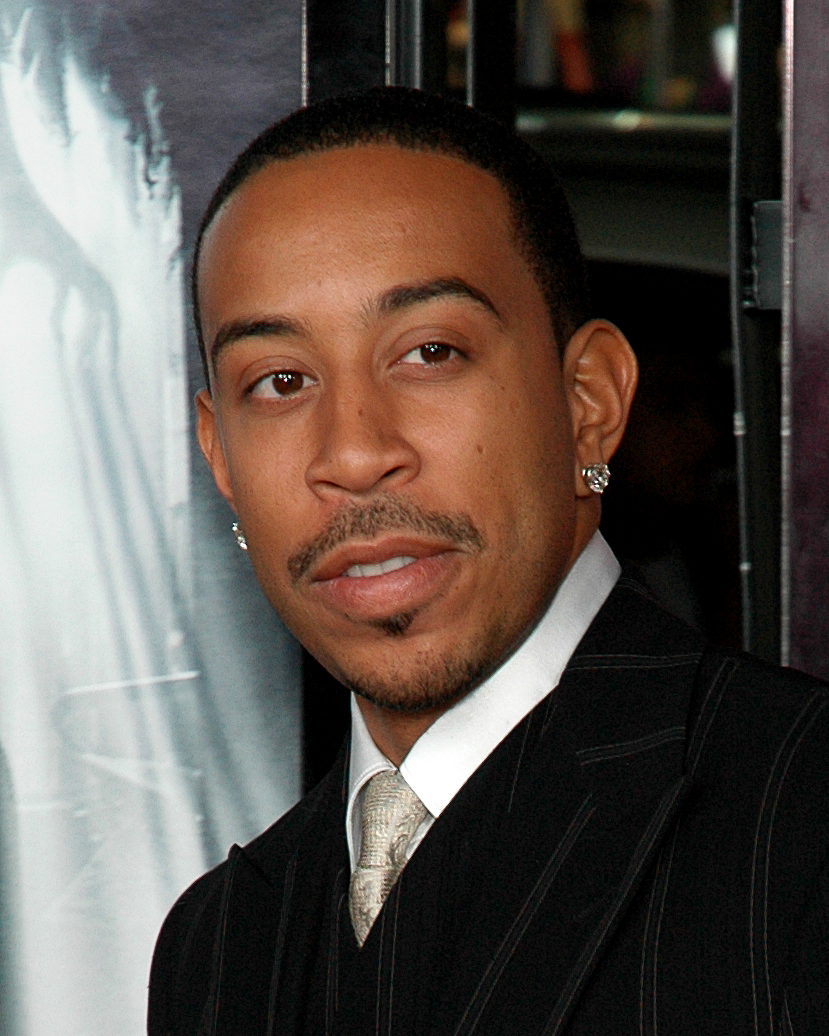
Zdobywca nagrody z 2007, Ludacris

| 1996 | Naughty by Nature         | USA     | Poverty’s Paradise                | - 2Pac – Me Against the World - Bone Thugs-n-Harmony – E. 1999 Eternal - Ol’ Dirty Bastard – Return to the 36 Chambers: The Dirty Version - Skee-Lo – I Wish                           | [ 1 ]  |
| 1997 | Fugees                    | USA     | The Score                         | - 2Pac – All Eyez On Me - A Tribe Called Quest – Beats, Rhymes & Life - Coolio – Gangsta’s Paradise - LL Cool J – Mr. Smith                                                            | [ 2 ]  |
| 1998 | Puff Daddy and the Family | USA     | No Way Out                        | - Missy Elliott – Supa Dupa Fly - Wyclef Jean – Wyclef Jean Presents The Carnival - The Notorious B.I.G. – Life After Death - Wu-Tang Clan – Wu-Tang Forever                           | [ 3 ]  |
| 1999 | Jay-Z                     | USA     | Vol. 2... Hard Knock Life         | - A Tribe Called Quest – The Love Movement - Big Punisher – Capital Punishment - Jermaine Dupri – Life in 1472 - Mase – Harlem World                                                   | [ 4 ]  |
| 2000 | Eminem                    | USA     | The Slim Shady LP                 | - Busta Rhymes – E.L.E. (Extinction Level Event): The Final World Front - Missy Elliott – Da Real World - Nas – I Am… - The Roots – Things Fall Apart                                  | [ 5 ]  |
| 2001 | Eminem                    | USA     | The Marshall Mathers LP           | - DMX – ...And Then There Was X - Dr. Dre – 2001 - Jay-Z – Vol. 3... Life and Times of S. Carter - Nelly – Country Grammar                                                             | [ 6 ]  |
| 2002 | Outkast                   | USA     | Stankonia                         | - Eve – Scorpion - Ja Rule – Pain Is Love - Jay-Z – The Blueprint - Ludacris – Back for the First Time                                                                                 | [ 7 ]  |
| 2003 | Eminem                    | USA     | The Eminem Show                   | - Ludacris – Word of Mouf - Mystikal – Tarantula - Nelly – Nellyville - Petey Pablo – Diary of a Sinner: 1st Entry                                                                     | [ 8 ]  |
| 2004 | Outkast                   | USA     | Speakerboxxx/The Love Below       | - 50 Cent – Get Rich or Die Tryin’ - Missy Elliott – Under Construction - Jay-Z – The Blueprint 2: The Gift & the Curse - The Roots – Phrenology                                       | [ 9 ]  |
| 2005 | Kanye West                | USA     | The College Dropout               | - Beastie Boys – To the 5 Boroughs - Jay-Z – The Black Album - LL Cool J – The DEFinition - Nelly – Suit                                                                               | [ 10 ] |
| 2006 | Kanye West                | USA     | Late Registration                 | - 50 Cent – The Massacre - Common – Be - Missy Elliott – The Cookbook - Eminem – Encore                                                                                                | [ 11 ] |
| 2007 | Ludacris                  | USA     | Release Therapy                   | - Lupe Fiasco – Lupe Fiasco’s Food & Liquor - Pharrell – In My Mind - The Roots – Game Theory - T.I. – King                                                                            | [ 12 ] |
| 2008 | Kanye West                | USA     | Graduation                        | - Common – Finding Forever - Jay-Z – Kingdom Come - Nas – Hip-Hop Is Dead - T.I. – T.I. vs. T.I.P.                                                                                     | [ 13 ] |
| 2009 | Lil Wayne                 | USA     | Tha Carter III                    | - Jay-Z – American Gangster - Lupe Fiasco – Lupe Fiasco’s The Cool - Nas – Untitled - T.I. – Paper Trail                                                                               | [ 14 ] |
| 2010 | Eminem                    | USA     | Relapse                           | - Common – Universal Mind Control - Flo Rida – R.O.O.T.S. - Mos Def – The Ecstatic - Q-Tip – The Renaissance                                                                           | [ 15 ] |
| 2011 | Eminem                    | USA     | Recovery                          | - B.o.B – B.o.B Presents: The Adventures of Bobby Ray - Drake – Thank Me Later - Jay-Z – The Blueprint 3 - The Roots – How I Got Over                                                  | [ 16 ] |
| 2012 | Kanye West                | USA     | My Beautiful Dark Twisted Fantasy | - Lupe Fiasco – Lasers - Jay-Z and Kanye West – Watch the Throne - Nicki Minaj – Pink Friday - Lil Wayne – Tha Carter IV                                                               | [ 17 ] |
| 2013 | Drake                     | USA     | Take Care                         | - 2 Chainz – Based on a T.R.U. Story - Lupe Fiasco – Food & Liquor II: The Great American Rap Album Pt. 1 - Nas – Life Is Good - Rick Ross – God Forgives, I Don’t - The Roots – Undun | [ 17 ] |
| 2014 | Macklemore & Ryan Lewis   | USA     | The Heist                         | - Drake – Nothing Was the Same - Jay-Z – Magna Carta Holy Grail - Kendrick Lamar – Good Kid, M.A.A.D City - Kanye West – Yeezus                                                        | [ 17 ] |
| 2015 | Eminem                    | USA     | The Marshall Mathers LP 2         | - Iggy Azalea – The New Classic - Common – Nobody's Smiling - Childish Gambino – Because the Internet - Wiz Khalifa – Blacc Hollywood - ScHoolboy Q – Oxymoron (album)                 | [ 17 ] |
| 2016 | Kendrick Lamar            | USA     | To Pimp a Butterfly               | - J. Cole – 2014 Forest Hills Drive - Dr. Dre – Compton - Drake – If You’re Reading This It’s Too Late - Nicki Minaj – The Pinkprint                                                   | [ 17 ] |
| 2017 | Chance the Rapper         | USA     | Coloring Book                     | - De La Soul – And the Anonymous Nobody... - DJ Khaled – Major Key - Drake – Views - ScHoolboy Q – Blank Face LP - Kanye West – The Life of Pablo                                      | [ 17 ] |
| 2018 | Kendrick Lamar            | USA     | Damn                              | - Jay-Z – 4:44 - Migos – Culture - Rapsody – Laila’s Wisdom - Tyler, the Creator – Flower Boy                                                                                          | [ 17 ] |
| 2019 | Cardi B                   | USA     | Invasion of Privacy               | - Mac Miller – Swimming - Nipsey Hussle – Victory Lap - Pusha T – Daytona - Travis Scott – Astroworld                                                                                  | [ 17 ] |
| 2020 | Tyler, the Creator        | USA     | Igor                              | - J.Cole – Revenge of the Dreamers III - 21 Savage – I Am > I Was - Meek Mill – Championships - YBN Cordae – The Lost Boy                                                              | [ 17 ] |
| 2021 | Nas                       | USA     | King’s Disease                    | - Freddie Gibbs i The Alchemist – Alfredo - Royce Da 5'9" – The Allegory - Jay Electronica – A Written Testimony - D Smoke – Black Habits                                              | [ 17 ] |
| 2022 | Tyler, the Creator        | USA     | Call Me If You Get Lost           | - J. Cole – The Off-Season - Drake – Certified Lover Boy (wycofano) - Nas – King’s Disease II - Kanye West – Donda                                                                     | [ 17 ] |
| 2023 | Kendrick Lamar            | USA     | Mr. Morale & the Big Steppers     | - DJ Khaled – God Did - Future – I Never Liked You - Jack Harlow – Come Home The Kids Miss You - Pusha T –It's Almost Dry                                                              |        |
| 2024 | Killer Mike               | USA     | Michael                           | - Drake and 21 Savage – Her Loss - Metro Boomin – Heroes & Villains - Nas – King's Disease III - Travis Scott – Utopia                                                                 |        |